# Nová dolina (Mała Fatra)

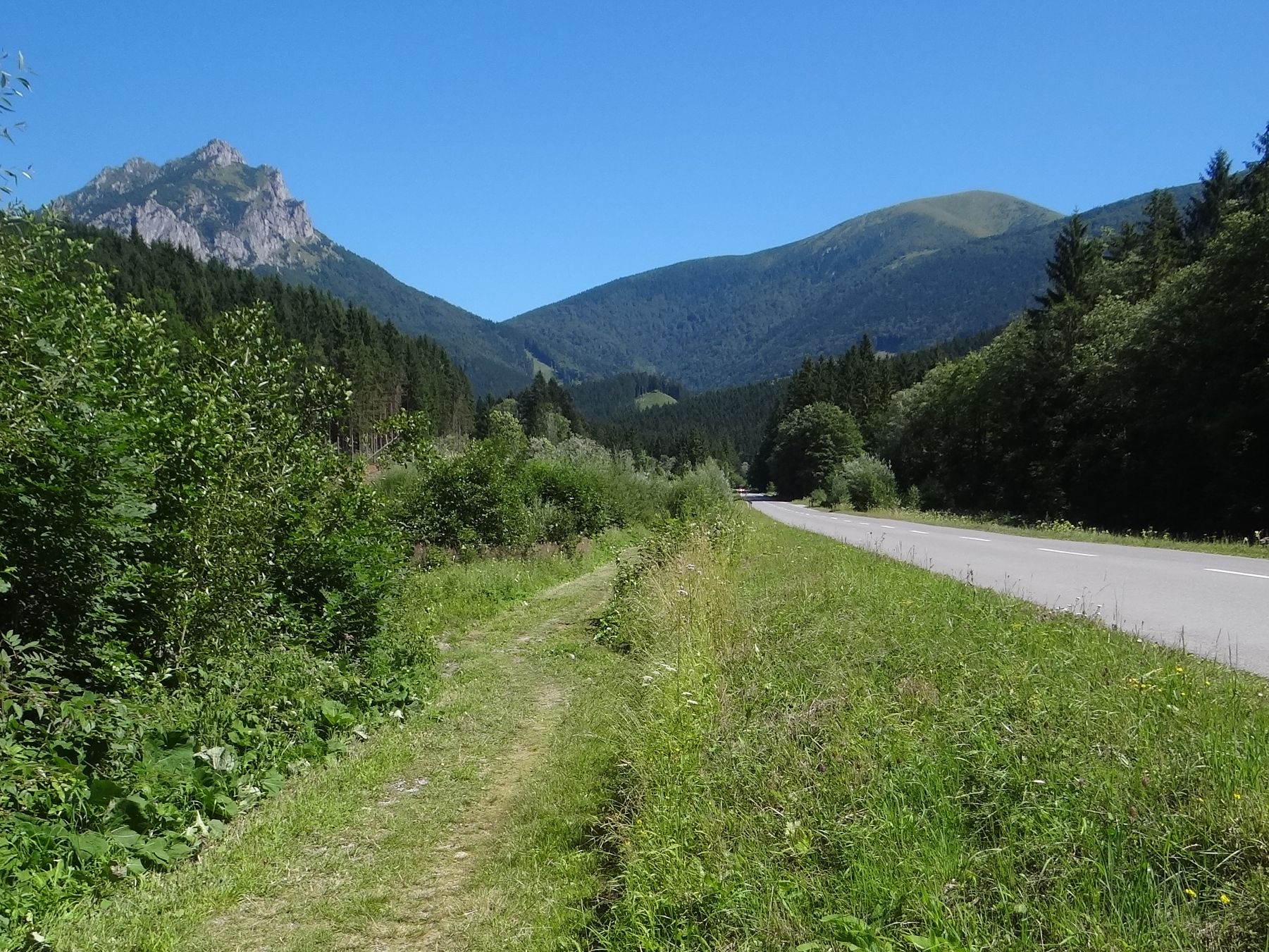
Nová dolina, w głębi (od lewej) Wielki Rozsutec, przełęcz Medziholie i Stoh

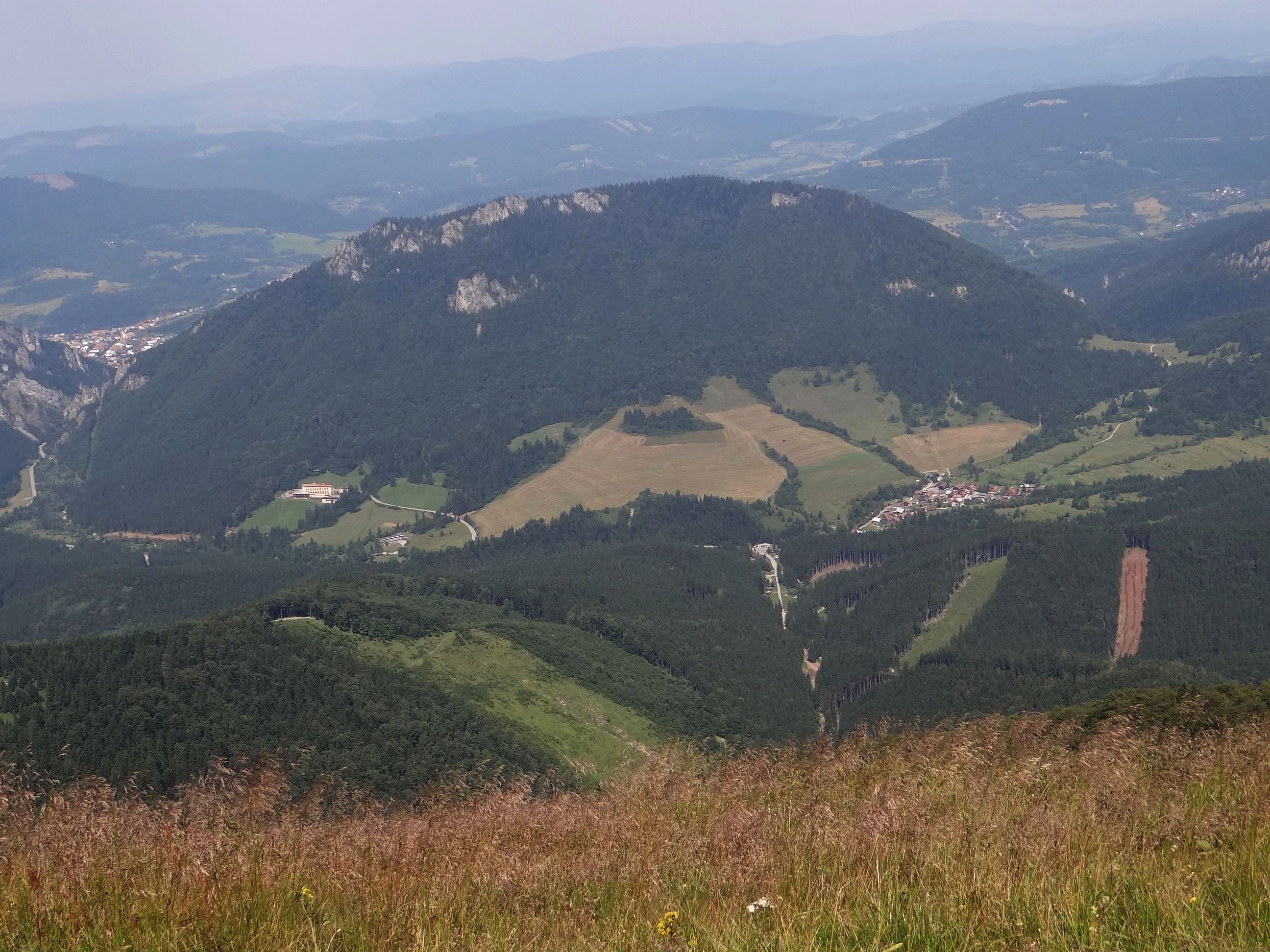
Widok na Nową Dolinę z Południowego Gronia, ponad zabudowaniami masyw Bobotów

Nová dolina (w tłumaczeniu na język polski Dolina Nowa) – dolina w północnej Słowacji, będąca orograficznie prawym odgałęzieniem Doliny Vratnej (Vrátna dolina). Znajduje się we wschodniej części Małej Fatry (w tzw. Krywańskiej Fatrze) w Karpatach Zachodnich.

## Topografia
Odgałęzia się od Doliny Wratnej na wysokości ok. 580 m n.p.m., pomiędzy wąwozem Tiesňavy a Starým dvorem. Ograniczenie doliny tworzą następujące granie gór i przełęcze: Boboty, Vrchpodžiar, Poludňové skaly, Tanečnica, Wielki Rozsutec, Medziholie, Stoh, Stohové sedlo, Poludňový grúň, Grúň, Veľky kopec. Ma jedno, orograficznie prawe odgałęzienie. Jest to  Kremenná dolina wcinająca się między Wielki Rozsutec i Poludňový grúň, główny ciąg doliny natomiast podchodzi pod  przełęcz Medziholie. Dnem doliny spływa Stohový potok zasilany przez mniejsze dopływy:

## Opis doliny
Od Terchovej (Terchová) prowadzi do Vrátnej doliny asfaltowa szosa. Powyżej  Tiesňav jest na niej skrzyżowanie; na lewo prowadzi droga  Doliną Nową. Od drogi tej po lewej stronie odchodzi ślepa odnoga do osady Nový dvor, w której znajduje się leśniczówka i hotel Boboty. Droga główna biegnie dalej i kończy się ślepo w osadzie  Štefanová. Jest tutaj płatny parking dla samochodów, obiekty gastronomiczne, pensjonaty i duży węzeł szlaków turystycznych.
Nová dolina to jedna z najczęściej przez turystów odwiedzanych dolin Małej Fatry. Jest w dużym stopniu zalesiona, ale w osadach Nový dvor i Štefanowá są duże, bezleśne obszary (łąki), również grzbiety otaczających ja gór są bezleśne (skały, łany kosodrzewiny i dawne hale pasterskie). Dzięki temu ze szlaków turystycznych rozciągają się szerokie panoramy widokowe.

## Szlaki turystyczne wychodzące z doliny
Štefanová – Vrchpodžiar – Podžiar – Nové diery – Ostrvné. 1,05 h, ↓ 50 min
  Štefanová – Grúň – Chata na Grúni – Starý dvor. 2 h ↓ 2h
  Štefanová – Medziholie. 1,30 h ↓ 1,15 h